# China Railways SS3
A China Railways SS3 sorozat egy kína i 25 kV 50 Hz váltakozó áramú, Co'Co' tengelyelrendezésű villamosmozdony-sorozat. A China Railways üzemelteti. Összesen 1410 db készült belőle 1978 és 2006 között.

## Képgaléria

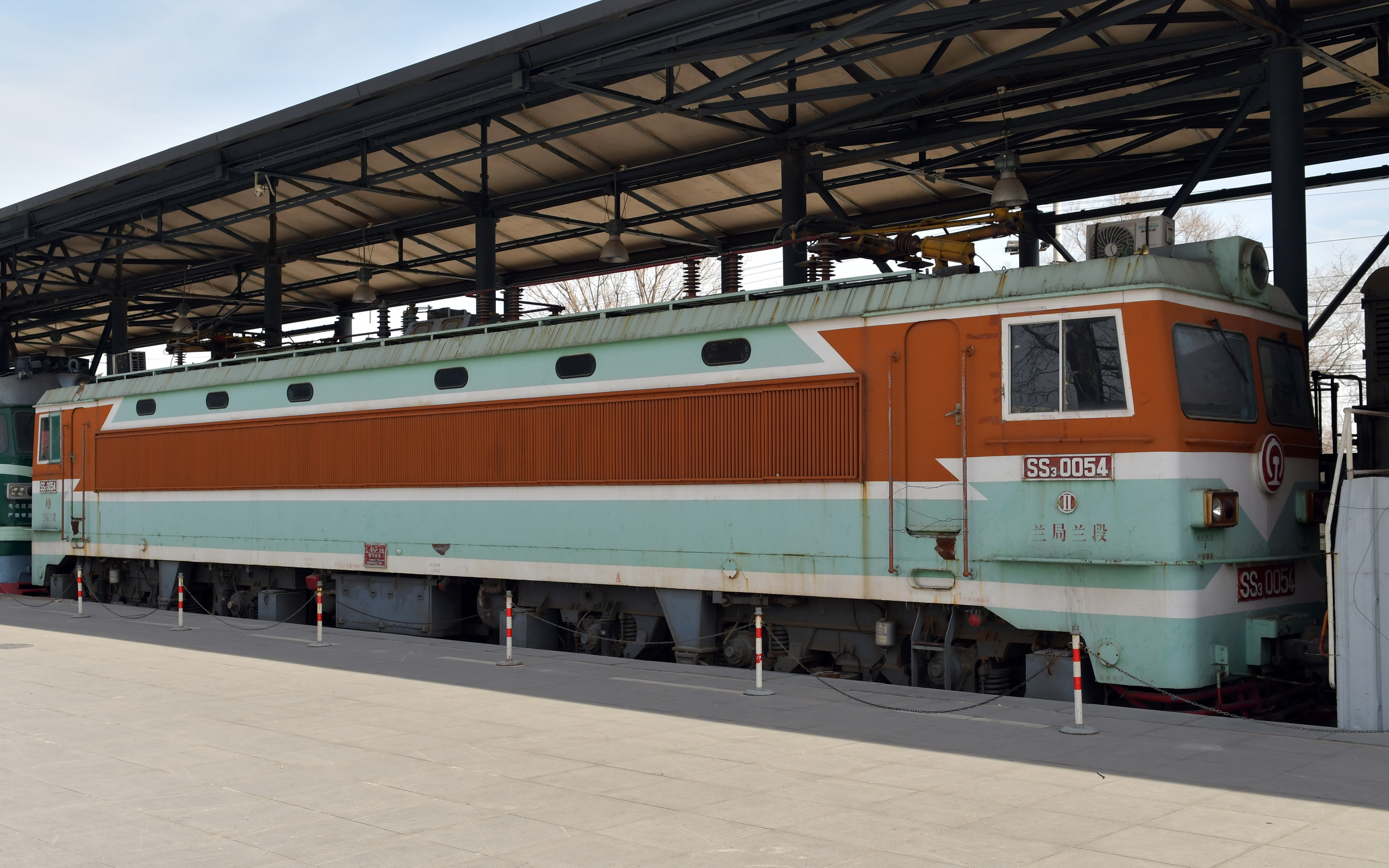
SS3-0054 a Kínai Vasúti Múzeumban
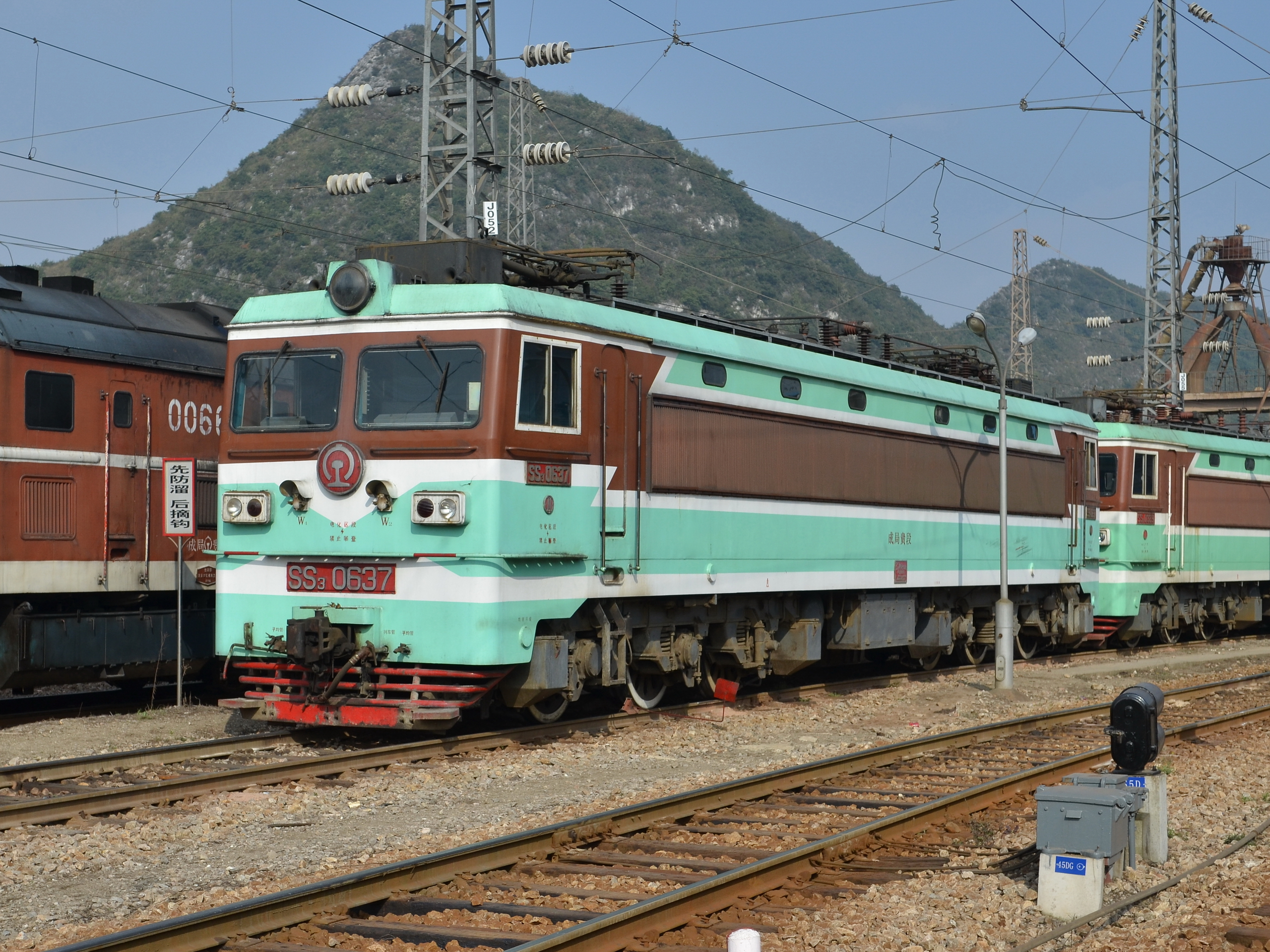
SS3-0637 a Guiyang fűtőházban
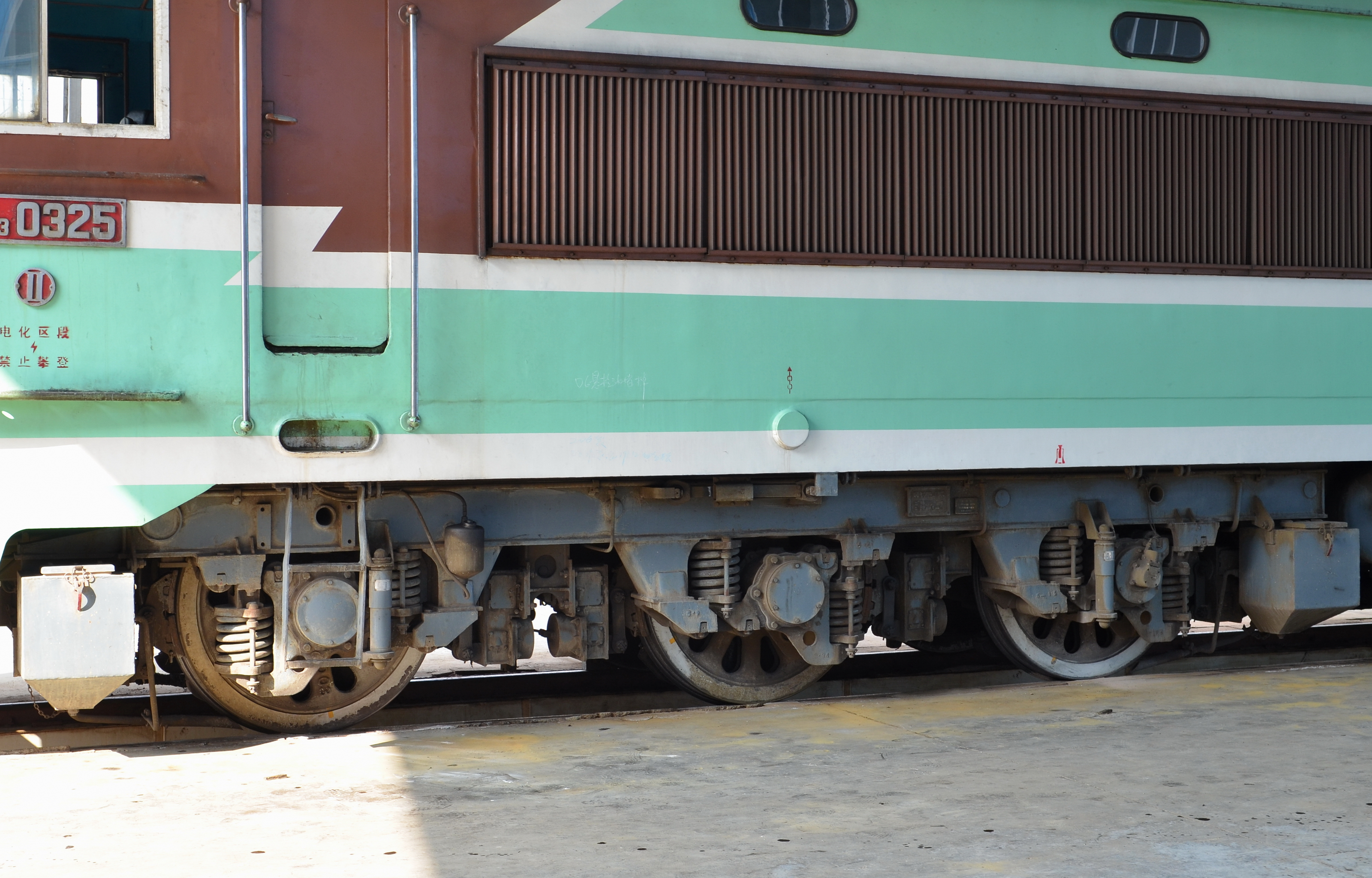
SS3-0325 forgóváz
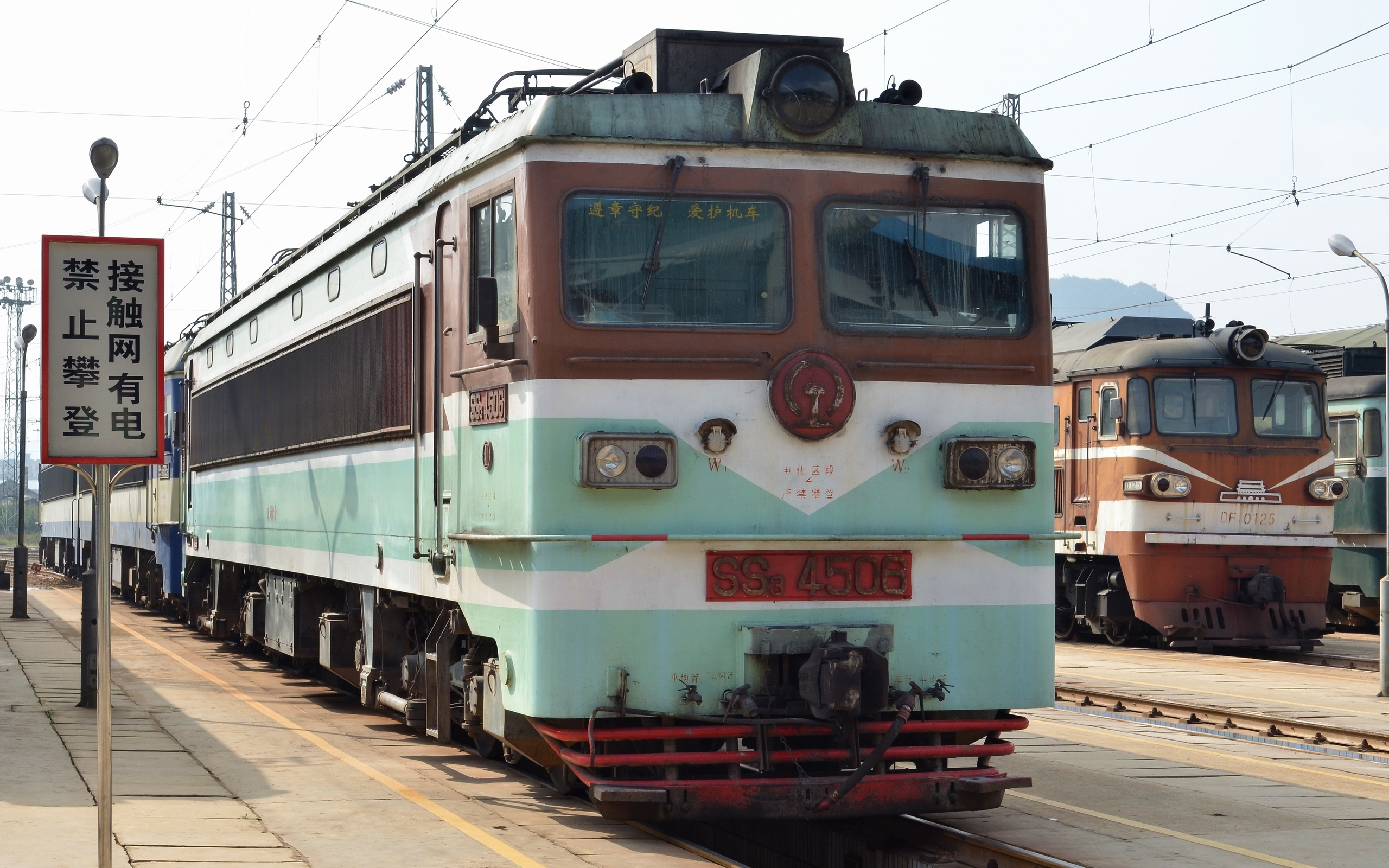
SS3-4506 (4000 sorozat) a Guiyang fűtőházban
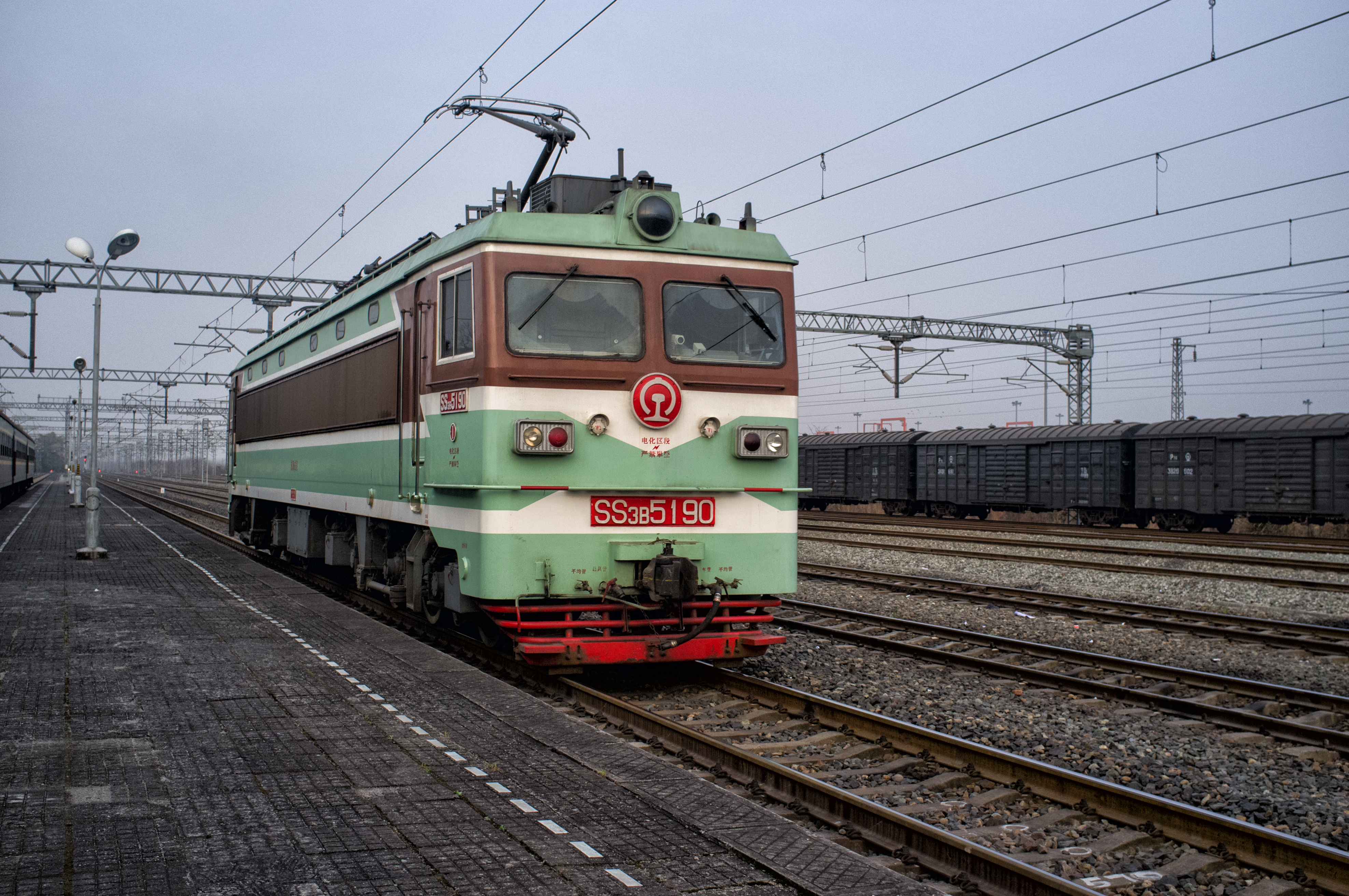
SS3－5190（4000 sorozat）
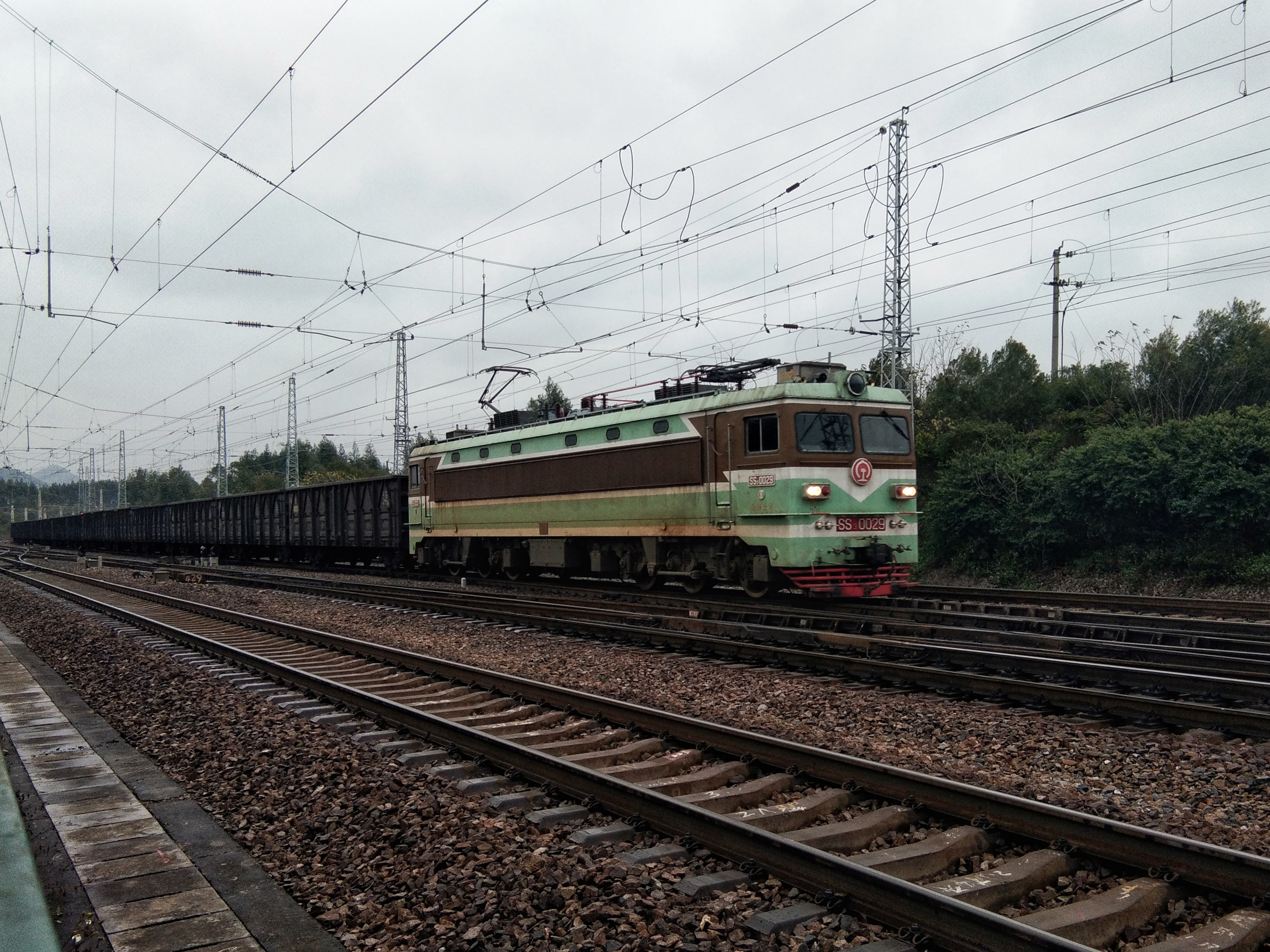
SS3-0029 Litang vasútállomáson